# Vallerbæk
Vallerbæk er en lille bebyggelse nær Karup i Midtjylland, beliggende i Karup Sogn, godt 27 kilometer sydvest for Viborg. Byen ligger i Viborg Kommune og hører til Region Midtjylland. 
I Vallerbæk finder man en række Rundhøje eller Gravhøje, bygget mellem den tidlige bondestenalder og frem til overgangen til kristen tid i vikingetiden. Man finder også i dette område resterne efter nogle af de største engvandingsanlæg der nogensinde er bygget uden teknisk bistand i Danmark, den længste af disse var 3,5 km lang. Karup egnen har været beboet helt tilbage i stenalderen. Det viser en hel del oldtidsfund rundt om i sognet, der er i Vallerbæk fundet rester af 6-8 sværd og cirka 30 spydspidser fra romersk jernalder. Det kan tilføjes at der i Karup er gjort et af landets ældste metalfund, en økse i irsk stil og ved Åresvad Å er der fundet flere tusinde flinteredskaber. 

## Historie
Omkring 1645 var hele området omkring Vallerbæk en næsten mennesketom hede som rejsende kun nødigt bevægede sig igennem på grund af frygt for røvere og omstrejfende ulve, dette gælder i øvrigt for hele området herunder både Karup og Frederiks. Der levede hedebønder på egnen som havde gjort en kunst ud af at føde deres kreature på lyngmel og de udnyttede den pinte hede så godt de kunne. I 1645 var der synsforretning af området og der var der kun 6-7 gårde i hele Karup sogn og hele området blev beskrevet som "Slet, ruineret og forarmet".
Indtil 1791 var området hede, men afvanding af engarealer gjorde at græs kunne vokse og derved skabte man bedre vilkår for kreaturdriften. Nu er heden i området så godt som væk, men man skal dog ikke langt for at se noget af egnens oprindelige natur, idet Vallerbæk grænser op til det fredede hedeområde nær Viborg. Tidlige erhverv i området har udover landbrug og kvægdrift, været mølledrift og dambrug. Vallerbæk husede blandt andet Vallerbæk Mølle og Porskrog Dambrug der i dag begge er nedlagt, men hvervene gik næsten indtil da i arv gennem generationer, helt tilbage fra begyndelsen af 1800-tallet af. 
Det var også i 1800-tallet at engvandingen tog fart, det skyldes blandt andet Jens Staulund Jensen fra Vallerbæk, som var engvandingsmester på heden og den mest kendte af i alt tre, han arbejdede sammen med hedeselskabet om opgaven og er grund til at Enrico Mylius Dalgas senere oprettede en engvandingsskole i Karup. Han nævnes i øvrigt af Steen Steensen Blicher som en "Mirakelmand" og hans grav på Karup Kirkes gravplads er fredet.